# Ghejsarie-Bazaar
Ghejsarie-bazaaren är en basar i den historiska kvarteren av Esfahan. De flesta affärsmännen i Ghejsarie-bazaaren är mattasäljare. Det andra namnet av Ghejsarie-bazaren är Soltani-bazaaren. Den var den störste och lyxigaste köpcentern under safaviderdynastin. Bazaaren uppfördes år 1620 på den nårra sidan av Naqsh-e Jahantorget. Bazaaren förbinder Naqsh-e Jahantorget med Atiq-toget och kvartern ur Seldjuker-eran.

## Arkitektur av bazaaren
Ghejsarie-bazaren hade två våningar. På första våningen var affärer och på andra våningen var kontor.